# 神護寺
神護寺（じんごじ）は、京都市右京区梅ヶ畑高雄町にある高野山真言宗の遺迹（ゆいせき）本山の寺院。山号は高雄山。本尊は薬師如来。開基は和気清麻呂である。

## 概要
京都市街の北西、愛宕山（924メートル）山系の高雄山の中腹に位置する山岳寺院で、紅葉の名所として知られる。清滝川に架かる高雄橋から長い参道を歩いた先の山中に金堂、多宝塔、大師堂などの堂宇が建つ。神護寺は空海が東寺や高野山の経営に当たる前に一時住した寺であり、最澄もここで法華経の講義をしたことがあるなど、日本仏教史上重要な寺院である。
寺号は詳しくは「神護国祚真言寺（じんごこくそしんごんじ）」と称する。寺の根本史料である「神護寺略記」や国宝の「文覚上人四十五箇条起請文」などにももっぱら「神護寺」とあり、寺の入口の楼門に架かる板札にも「神護寺」とあることなどから、本項でも「神護寺」の表記を用いる。

## 歴史

### 神願寺と和気氏

和気公霊廟

神護寺は、いずれも和気氏の私寺であったと思われる「神願寺」と「高雄山寺」という2つの寺院が天長元年（824年）に事実上合併してできた寺である。2つの前身寺院のうち、神願寺は、和気清麻呂（733年 - 799年）により天応元年（781年）に建てられたとされる寺であるが、その所在地については河内国二上山説、山背国男山説など諸説あり、いずれも決め手を欠いている。また、山背国説の中には神願寺を石清水八幡宮の源流として位置づける説もあるが、これも現時点では可能性の範囲に留まる。
和気清麻呂は奈良時代末期から平安時代初期の高級官僚で、歴代天皇の側近として平安京遷都などに力を発揮した。また、僧・道鏡の皇位継承問題にからんで流罪になったことでも知られている。称徳天皇の信任が厚かった僧・道鏡は「八幡大菩薩のお告げ」により皇位を継ぐ者とされていたが、称徳天皇は神意を再確認すべく、和気清麻呂を八幡大菩薩が鎮座する九州の宇佐八幡宮へ派遣した。宇佐から戻った清麻呂は「宇佐八幡は、臣下の者が皇位に就くことを望んでいない」と奏上した。これが道鏡の怒りにふれ、清麻呂と姉の和気広虫（法均尼）は神護景雲3年（769年）それぞれ大隅国と備後国へ流罪となった。道鏡が実際に皇位を望んでいたのかどうか事件の真相には不明な部分もあるが、翌宝亀元年（770年）には、称徳天皇が崩御し、天皇の信望厚かった道鏡は左遷され、入れ代わるように清麻呂と広虫は許されて都に戻ってきた。清麻呂が和気氏の私寺である神願寺の建立を願い出たのはそれから10年後の宝亀11年（780年）ともいい、少し後の延暦年間（782年 - 806年）ともいわれる。神願寺という寺号は宇佐八幡の神意に基づいて建てた寺という意味である。延暦12年（793年）には「神願寺に能登国の墾田五十町が寄進された」旨の記録（「類聚国史」所収）があり、この年が神願寺建立時期の下限とされている。

### 高雄山寺
もう1つの前身寺院である高雄山寺（または高雄寺）は、現在の神護寺の地に古くから存在した寺院である。和気清麻呂の墓所が今の神護寺境内にあるところから、ここも和気氏ゆかりの寺院であることは確かだが、創立の時期や事情については明確でない。清麻呂が神願寺を建立したのとほぼ同じ時期に建立されたとされる。伝承では、洛北の鷹峯（京都市北区鷹峯）に鎮座していた愛宕権現を愛宕山に移座した際に、他のいくつかの山岳寺院とともに建立されたという。高雄山寺の歴史上の初見は延暦21年（802年）である。この年、和気氏の当主であった和気弘世（清麻呂の長男）は伯母に当たる和気広虫（法均尼）の三周忌を営むため、最澄を高雄山寺に招請し、最澄はここで法華会（ほっけえ、法華経の講説）を行った。弘仁3年（812年）には空海が高雄山寺に住し、ここで灌頂（密教の重要な儀式）を行った。この時、灌頂を受けた者の氏名を書き付けた空海自筆の名簿（灌頂歴名）が現存し国宝に指定されているが、そこにも「高雄山寺」の寺号が見える。

### 空海以後
天長元年（824年）の太政官符（「類聚国史」「類聚三代格」など所載）によれば、この年、神願寺と高雄山寺の寺地を「交換」し、寺号を「神護国祚真言寺（じんごこくそしんごんじ）」とし、寺は定額寺（官が保護を与える一定数の私寺のこと）に列せられた。寺地の交換が行われたのは、神願寺の所在する土地に「汚穢」（けがれ）があり、仏法の道場としてふさわしくなかったからとのことである。ただし、最澄・空海の名が高名になるにつれて、和気氏の中でも両名が滞在した高雄山寺を改めて氏寺として位置づけようとした際に、既に氏寺と位置づけられていた神願寺の存在が障害になったために、「汚穢」を口実とした寺地の交換という形で氏寺の差し替えを行ったとする見方もある。「神護国祚真言寺」とは、「八幡神の加護により国家鎮護を祈念する真言の寺」という意味で、この寺が密教寺院であることを明確に示している。
神護寺は空海の後、弟子の実慧や真済が別当（住職）となって護持されたが、正暦5年（994年）と久安5年（1149年）に火災で焼失するなどしたため、平安時代末期には衰退していた。

### 文覚による再興
そこに現れたのが『平家物語』などで知られる武士出身の僧・文覚であった。彼は仁安3年（1168年）、神護寺に参詣するが、八幡大菩薩の神意によって創建され、弘法大師空海ゆかりの地でもあるこの寺が荒れ果てていることを嘆き再興の勧進を始めると、薬師堂、空海の住坊跡である納凉殿、不動堂などを再建した。
しかし、文覚は復興をより進めようとして承安3年（1173年）に後白河法皇に荘園の寄進を強要し、返って法皇を激怒させてしまい、伊豆国に流されることとなった。その伊豆国で文覚は流人の身であった源頼朝に平氏への挙兵を迫ったという。文覚は、高倉天皇の中宮・徳子の皇子（後の安徳天皇）出産にともなう恩赦によって治承2年（1178年）に許されるが、配流の期間中は再建事業は事実上中断される。
寿永元年（1182年）11月21日に文覚は蓮華王院に滞在中の後白河法皇に再び直訴を試みる。今回は法皇は訴えを聞き入れて荘園の寄進を行い、更に源頼朝の援助を受けて再建事業が再開される。文覚は神護寺再建事業の傍ら、頼朝と法皇の連絡役を務めるなどの政治的活動を見せている。文治6年（1190年）2月には法皇の神護寺行幸が実現された。ところが、余りにも政治に関与しすぎた文覚は源頼朝の死の直後に発生した三左衛門事件に関与したとして後鳥羽上皇や源通親によって佐渡国に流された。通親の死後の建仁2年（1202年）には許されて京に戻るが、翌建仁3年（1203年）もしくは元久2年（1205年）には今度は対馬国（隠岐国とする説もある）に流され、配流先で生涯を終えることになる。後鳥羽上皇は神護寺を延杲に与え、神護寺の所領を没収して女房や近臣達に全て分け与えてしまったとされている。
承久3年（1221年）、承久の乱によって後鳥羽上皇が配流され、兄の守貞親王が非在位のまま治天の君となって後高倉院として院政を開始する。後高倉院は文覚と繋がりが深かったらしく、乱の直後に弟子の上覚（上覚房行慈）に没収された神護寺領を与えると、神護寺再興が命じられる。
嘉禄元年（1225年）に明恵を導師として伝法会が修された。翌嘉禄2年（1226年）に再興事業は完遂され、3月には亡くなっていた後高倉院の妻であった北白河院を招いて「高雄惣供養」と呼ばれる大法要が行われた。その年の10月に上覚が亡くなっている。ただし、この間も必ずしも円滑だったわけではなく、北白河院は甥である宗全（持明院基宗の子）を神護寺の別当に据えて上覚から実権を剥奪し、宗教的な基盤の乏しい後高倉院の皇統のための御願寺にしようと図った。さらに宗全は藤原隆忠の子聖基をその後継者に指名しようとした。上覚はこの動きに激しく反発したが、後高倉院亡き後は北白河院が最大の支援者であったことやそして上覚自身の寿命によって、宗全に実権を奪われることになった。しかし、御願寺化の構想は北白河院の実子で上覚の理解者であった道深法親王の反対や後高倉院の皇統そのものの断絶によって失敗に終わっている。なお、鎌倉時代に華厳宗を復興し、高山寺を中興した僧・明恵は上覚の甥で、やはり神護寺に住したことがあった。

### 中世後期以降
神護寺は鎌倉時代末期に後宇多天皇が空海ゆかりの寺院であることを理由に保護を与え、その子である後醍醐天皇からも重んじられた。
その後、天文年間（1532年 - 1555年）に兵火に掛かって全焼したが、元和元年（1615年）に讃岐国の屋島寺から龍厳が入寺すると、龍厳に帰依する京都所司代板倉勝重が奉行となって元和9年（1623年）に金堂（現・毘沙門堂）をはじめとして再興が行われた。江戸時代中期には堂宇7、支院9、僧坊15を数えるまでに再興されている。
しかし、明治時代になると廃仏毀釈によって9つの支院と15の坊は破壊され、別院2箇寺と末寺の全てが他寺に移され、衰微した。
1874年（明治7年）には和気清麻呂を祀っていた護法善神社が護王神社と改称され別格官幣社に列せられ、1886年（明治19年）に現在地である上京区桜鶴円町に移されている。
1935年（昭和10年）に実業家の山口玄洞により新たな金堂や、多宝塔、龍王堂、和気公霊廟、茶室が寄進されている。
1952年（昭和27年）には寺領の一部が境内地として政府より返還されている。

## 境内
周山街道の「山城高雄」バス停から清滝川を渡り、徒歩約20分、長い石段を上った先に神護寺の楼門が西を正面として建つ。楼門を入ると山の中腹を平らに整地した境内が広がり、右手に書院、和気公霊廟、鐘楼、明王堂が建ち、その先には五大堂と毘沙門堂が南向きに建つ。毘沙門堂の後方には大師堂がある。五大堂北側の石段を上った正面に金堂、その裏手の一段高いところに多宝塔が建つ。境内西端には地蔵院がある。
- 金堂 - 1935年（昭和10年）に山口玄洞の寄進により再建[6]。楼門を入って境内奥へ進み、右手の石段を上った先に建つ。入母屋造、本瓦葺きの本格的な密教仏堂である。須弥壇中央の厨子に本尊薬師如来立像（国宝）を安置し、左右に日光菩薩・月光（がっこう）菩薩立像（重要文化財）と十二神将立像、左右端に四天王立像を安置する。
- 龍王堂 - 1935年（昭和10年）に山口玄洞の寄進により再建。
- 多宝塔 - 1935年（昭和10年）に山口玄洞の寄進により再建[7]。金堂からさらに石段を上った高みに建つ。内部に国宝の五大虚空蔵菩薩像を安置する（毎年5月と10月に各3日間ほど公開）。
  - 表門
- 五大堂（京都府指定有形文化財） - 元和9年（1623年）建立[8]。金堂へと上る石段の下に建つ。入母屋造の三間堂。現在の毘沙門堂が当寺の金堂であった時代、五大堂は講堂であった。
- 毘沙門堂（京都府指定有形文化財）- 元和9年（1623年）建立。五大堂の南に建つ。入母屋造の五間堂。1935年（昭和10年）に現在の金堂が建てられる前はこの堂が金堂であり、本尊の薬師如来像もここに安置されていた。内部の厨子に平安時代の毘沙門天立像（重要文化財）を安置する[8]。
- 大師堂（重要文化財） - 近世初期に細川忠興の寄進による再建[9]。毘沙門堂の西側に建つ入母屋造、杮（こけら）葺きの住宅風の仏堂。空海の住房であった「納涼房」を復興したもの。内部の厨子に正安4年（1302年）作の板彫弘法大師像（重要文化財）を安置する（大師像は秘仏で、11月1日 - 15日のみ開帳）。
- 地蔵院 - 江戸時代に塔頭として創建されたが後に廃れ、1900年（明治33年）に再興された[10]。ここから、渓谷「錦雲渓」に向かって厄除けのかわらけ投げを行うことができる[10]。
- 文覚上人の墓
- 性仁法親王の墓
- 明王堂 - 天慶2年（939年）に平将門の乱が勃発した時に、朱雀天皇は嵯峨天皇の勅命により弘法大師空海が刻して神護寺の護摩堂（明王堂）に奉安されていた不動明王像を、遍照寺の寛朝大僧正に命じて下総国公津ヶ原（現・千葉県成田市並木町）の堂宇に捧持させ、三七日（21日間）朝敵調伏の護摩を修せしめた。翌天慶3年（940年）、乱の平定後に朱雀天皇は寛朝が帰京しようとしたが不動明王像が動こうとしないとの報せを聞き、公津ヶ原に東国鎮護の霊場を拓くべきとの考えのもと、神護新勝寺の寺名を下賜し勅願寺として創建させた。扁額「明王堂」は五代目市川海老蔵（七代目市川團十郎）による筆。
- 鐘楼（京都府指定有形文化財） - 元和年間（1615年 - 1624年）に京都所司代板倉勝重の寄進により再建[11]。楼造の鐘楼で、楼上には貞観17年（875年）の作である国宝の梵鐘「三絶之鐘」が掛かる[11]。
- 和気公霊廟 - 和気清麻呂を祀る。1935年（昭和10年）に山口玄洞の寄進により再建。以前はここに護法善神社があり、和気清麻呂を護法善神として祀り1874年（明治7年）に護王神社と改称されて別格官幣社に列せられた。しかし、1886年（明治19年）に現在地である上京区桜鶴円町に移されてしまっていたため[5]、和気公霊廟として再興された。
- 和気清麻呂の墓 - 1898年（明治31年）建立。刻まれている文字は公爵鷹司煕通の筆[12]。
- 宝蔵
- 本坊
  - 庫裏
  - 書院
  - 庭園「灌頂の庭」
  - 茶室「了々軒」 - 1935年（昭和10年）に山口玄洞の寄進により築。
  - 唐門 - 昭和初期に田中亀太郎の寄進により建立[13]。
  - 表門
- 楼門（京都府指定有形文化財） - 寛永6年（1629年）再建[13]。清滝川畔から石段の参道を上りつめた先に建つ正門。両脇に二天像を安置する。

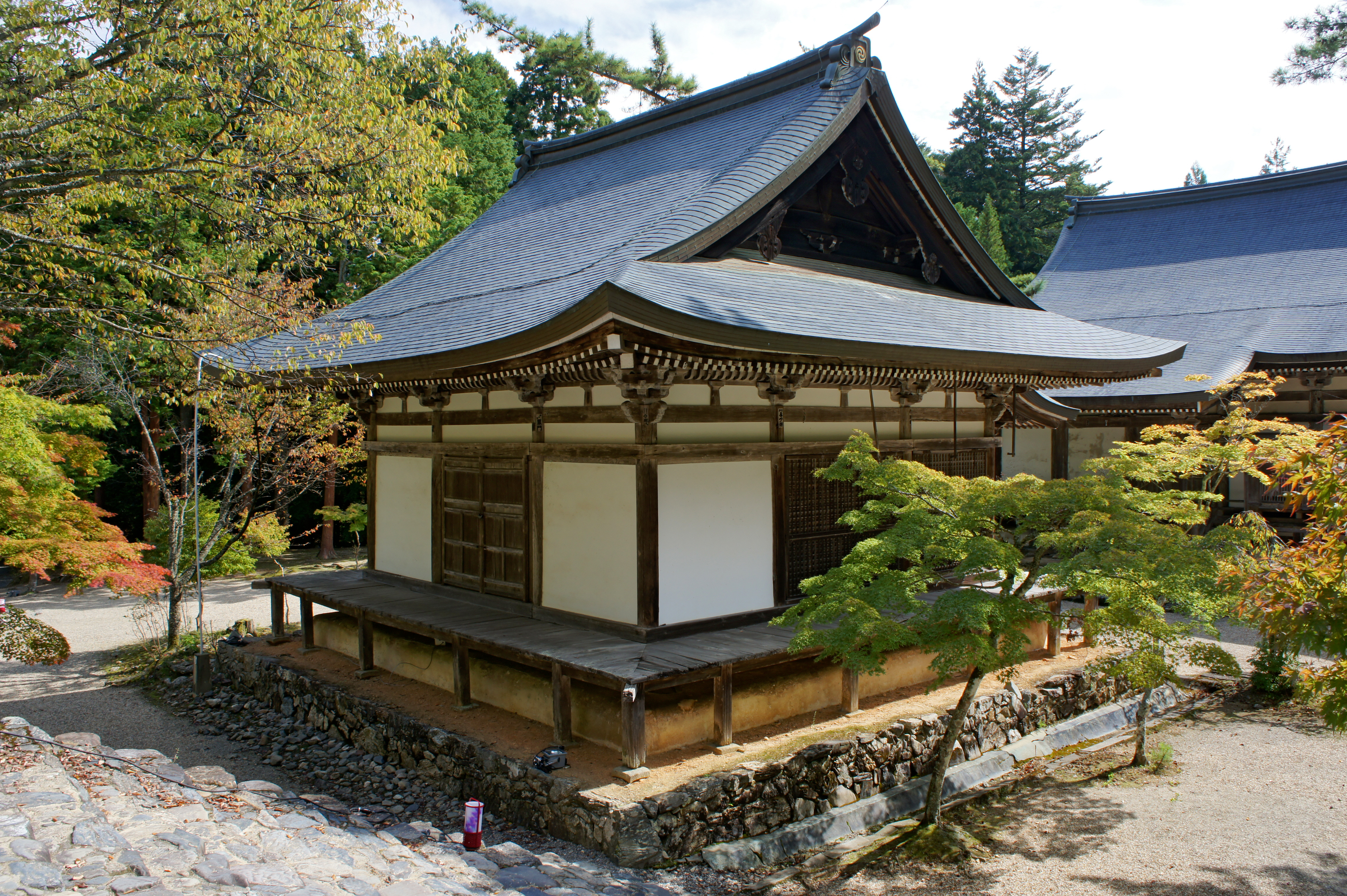
五大堂
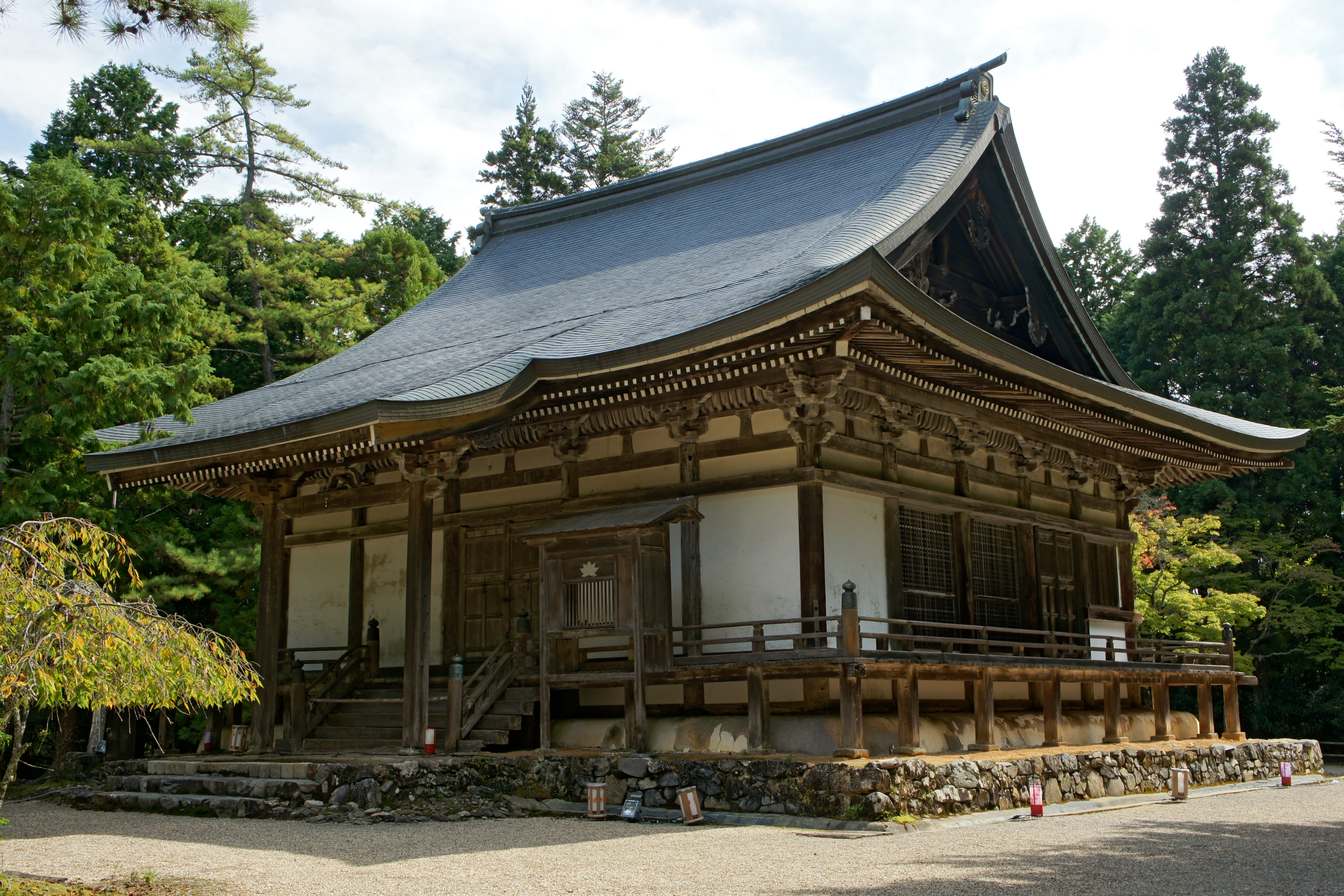
毘沙門堂
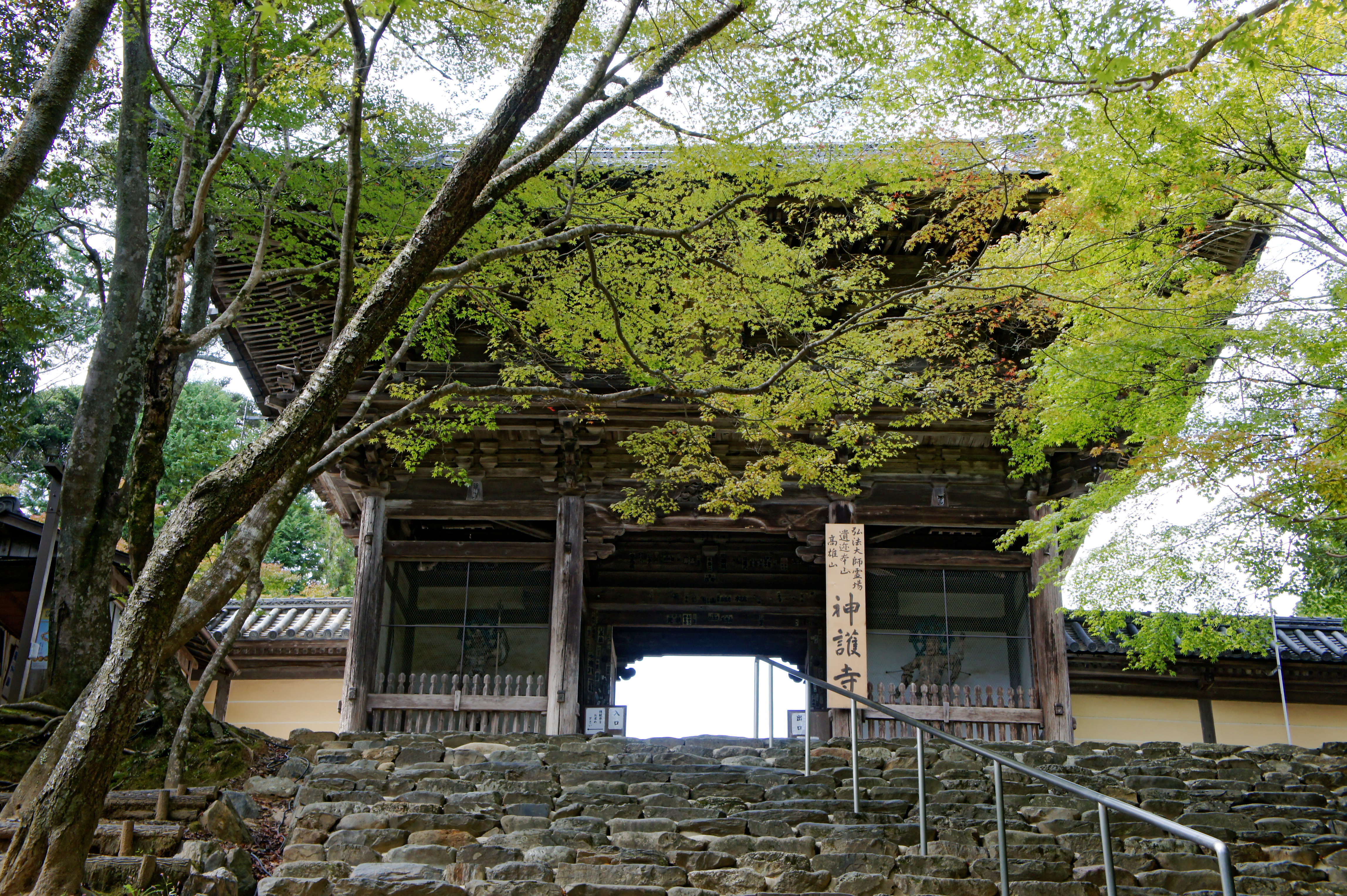
楼門

## 文化財

### 国宝

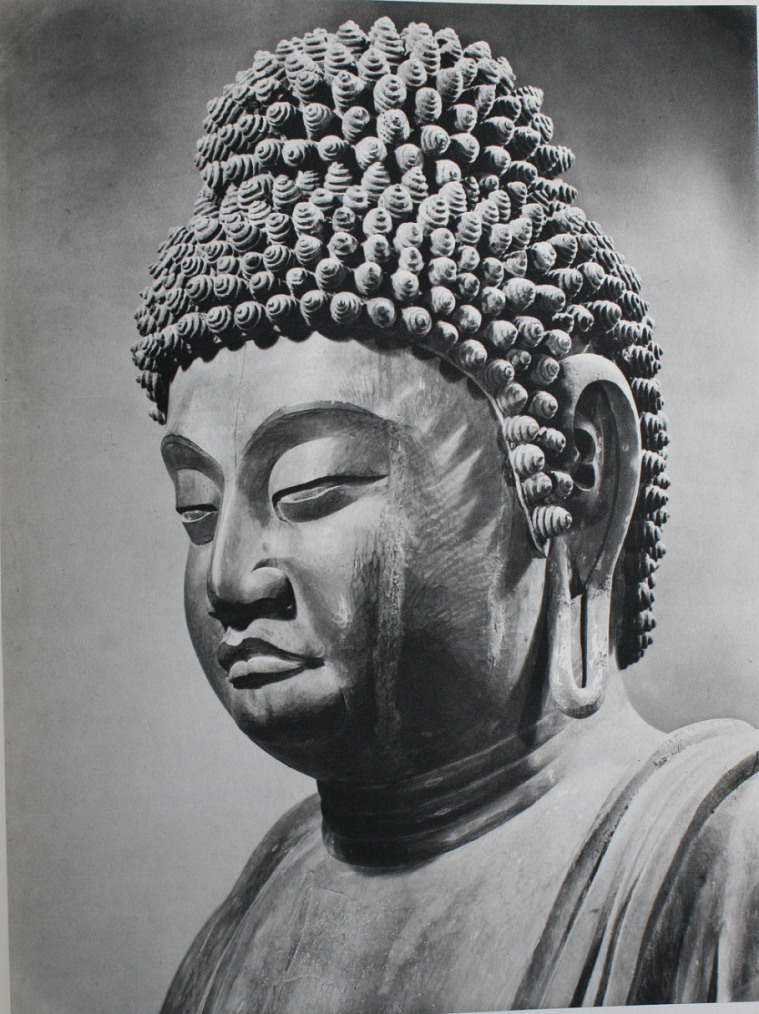
木造薬師如来立像

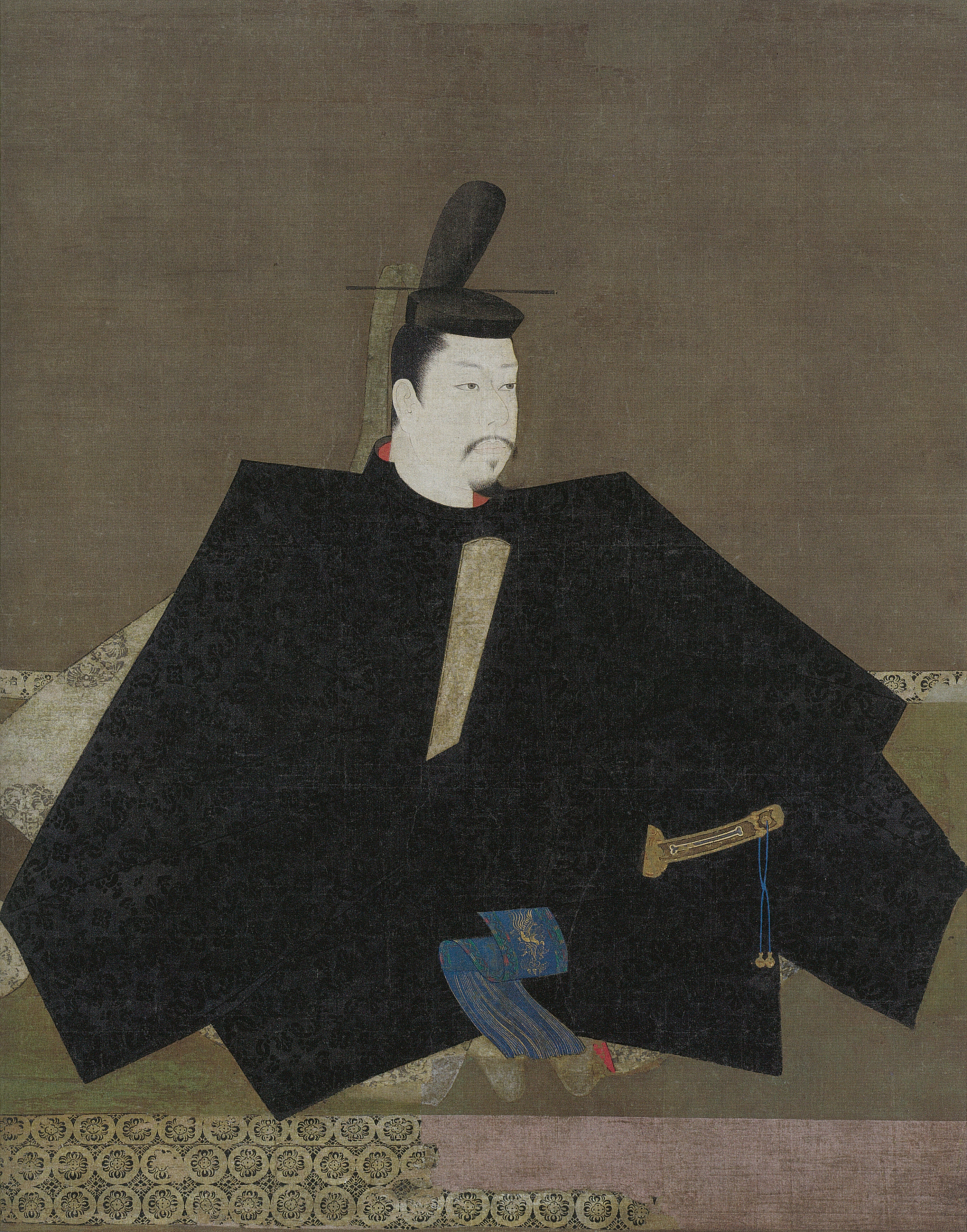
伝源頼朝像

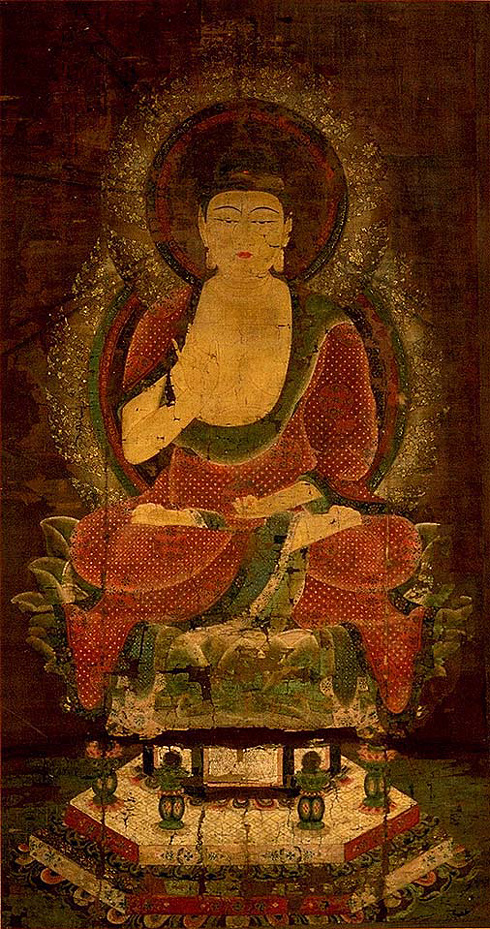
絹本著色釈迦如来像

- 木造薬師如来立像

金堂本尊。像高170.6センチメートル、カヤ材の一木造。唇に朱を、眉、瞳などに墨を塗るほかは彩色などを施さない素木仕上げの像である。目を細めた森厳で沈うつな表情と体躯のボリューム感は、親しみよりも威圧感を見る者に与える。図式的・観念的に整えられた衣文などに平安時代初期特有の様式が見られる。下半身では両脚間に「U」字形の衣文を縦に連続させ、その左右に平滑な面をつくって大腿部のボリュームを強調しているが、こうした衣文形式も平安時代初期の如来像に多く見られるものである。図像的には、薬壺を持つ左手を垂下させず胸の辺まで上げる点と（ただし両手先は後補）、右肩から右腕にかけて「横被」と呼ぶ布をかける点などが特色である。『神護寺略記』に引用する弘仁年間（810年 - 824年）の資財帳に「檀像薬師仏像一躯」とあるのが本像に当たり、神護寺の前身寺院である神願寺または高雄山寺のいずれかにあった像と思われるが、どちらの寺に属していた像であるかについては定説がない。なお、両脇侍の日光・月光（がっこう）菩薩立像（重要文化財）は後補部分が多く、薬師像とは作風も異なっている。日光像の腰から上、月光像の膝から上は後補である。また、ご本尊の両側には室町時代に作られた十二神将像が立ち並んでいる。
- 木造五大虚空蔵菩薩坐像

多宝塔に安置。五大虚空蔵菩薩は密教の五智如来の変化身とされる。曼荼羅などの画像では法界虚空蔵（白）を中心に、東・南・西・北にそれぞれ金剛虚空蔵（黄）、宝光虚空蔵（青）、蓮華虚空蔵（赤）、業用（ごうよう/ごうゆう）虚空蔵（黒）を配するが、神護寺多宝塔内では現状、向かって右から宝光虚空蔵、蓮華虚空蔵、法界虚空蔵、業用虚空蔵、金剛虚空蔵の順に横一列に坐す。各像は左手に悟りの障害となる三毒を打ち砕く三鈷鉤（さんここう）を持つ。右手は法界虚空蔵は第一・二指で輪をつくる印を結び、他の4像は宝光虚空蔵が火焔宝珠、蓮華虚空蔵が蓮華、業用虚空蔵が羯磨（かつま）、金剛虚空蔵が独鈷杵（とっこしょ）をそれぞれ持つ。史料から承和年間（834年 - 848年）の造像と推定されている。本尊薬師如来立像と同様平安時代初期の作品だが、作風は穏やかで、技法も異なっている。基本的には一木造だが、表面には厚く乾漆を盛り上げ、彩色を行っている。本像は通常は非公開であるが、毎年5月と10月に各3日間ほど公開される。
- 紫綾金銀泥両界曼荼羅図（高雄曼荼羅） - 1954年3月指定

9世紀の両界曼荼羅図で、通称は高雄曼荼羅。彩色本ではなく、紫色に染めた綾地に金銀泥で描いたものである。損傷甚大ながら、空海在世時の作で、空海が唐から請来した曼荼羅原本の唐様式を最もよく示すものとされ、美術史上、仏教史上に貴重な作品である。画面寸法は胎蔵曼荼羅が縦448.0センチメートル、横408.0センチメートル、金剛界曼荼羅が縦409.0センチメートル、横368.0センチメートル。入唐僧の空海は長安で師の恵果から宮廷画家李真らの製作した曼荼羅数点（根本曼荼羅と呼ばれる彩色両界曼荼羅）を送られ日本へ持ち帰り、密教儀礼に用いられていたという。根本曼荼羅は弘仁12年（821年）に転写本が製作され根本曼荼羅とともに東寺に所蔵されていたが、共に現存していない。高雄曼荼羅は天長後半代に根本曼荼羅もしくは第一転写本を基に製作されたもので、『神護寺略記』に拠れば淳和天皇の御願によるものという。平安時代後期には京都の蓮華王院に納められ、高野山を経て文覚により神護寺灌頂堂に戻されたという。
- 絹本著色釈迦如来像 - 1952年3月指定

平安時代末期の仏画。通称は「赤釈迦」。画面寸法は縦159.4センチメートル、横85.5センチメートル。平安時代には密教や阿弥陀信仰の興隆により釈迦信仰は低迷していたが、一方で天台宗を中心とした法華経においては釈迦如来が重要視され、本像は法華経仏事において用いられた独尊像と考えられている。赤の衣を着た釈迦像を大きく表し、着衣、光背、台座などは繊細な切金文様と彩色で飾られた12世紀特有の装飾性豊かな表現が特徴とされる。「赤釈迦」の通称がある。
- 絹本著色伝源頼朝像・伝平重盛像・伝藤原光能像

これらの肖像画のモデルについては、寺の根本史料である『神護寺略記』の記述などをもとに源頼朝、平重盛、藤原光能とされてきたが、確証がないため、国宝の指定名称にも「伝」の字が付されている。従来、12世紀頃の作品で、作者は似絵の名手・藤原隆信とされてきたが、制作年代を南北朝時代まで下降させ、像主についても足利尊氏・直義・義詮ではないかとする説もある。
- 絹本著色山水屏風（せんずいびょうぶ）

平安時代末から鎌倉時代初期の作。密教修法の際、道場に立てた屏風である。
- 梵鐘

貞観17年（875年）の作。鐘の表面に鋳出された長文の銘文は、文人の橘広相が詞を、菅原是善（道真の父）が銘を作り、歌人で能書家でもあった藤原敏行が字を書いたもので、当代一流の文化人3人が関わっていることから、古来「三絶之鐘」と称されている。2階建ての鐘楼の楼上に架かっており、一般には公開されていない。
- 灌頂歴名（附：後宇多天皇宸翰施入状）

弘仁3年（812年）、空海が神護寺の前身である高雄山寺で灌頂の儀式を行った際の受者の名簿で、空海の自筆である。空海の普段の筆跡を伝えるものとして、書道史上にも重要な作品。
- 文覚四十五箇条起請文 - 1954年3月指定

平安時代後期の起請文。全1巻、厚手黄蘗紙で全19紙。元暦2年（1185年）、内大臣藤原忠親の筆。中世に神護寺の再興を果たした真言僧である文覚の起請文で、前6紙の起請前書では神護寺再興に至る経緯が記されており、寺領の経営に関する記述も注目される。文覚は松代までの明鏡として後白河法皇の御手印を要請しており、末尾には法皇の手形（右手）が捺されている。

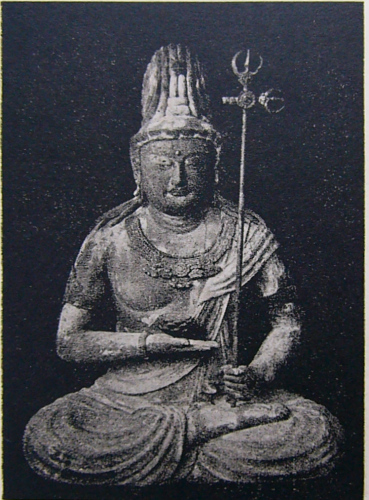
五大虚空蔵菩薩像のうち蓮華虚空蔵
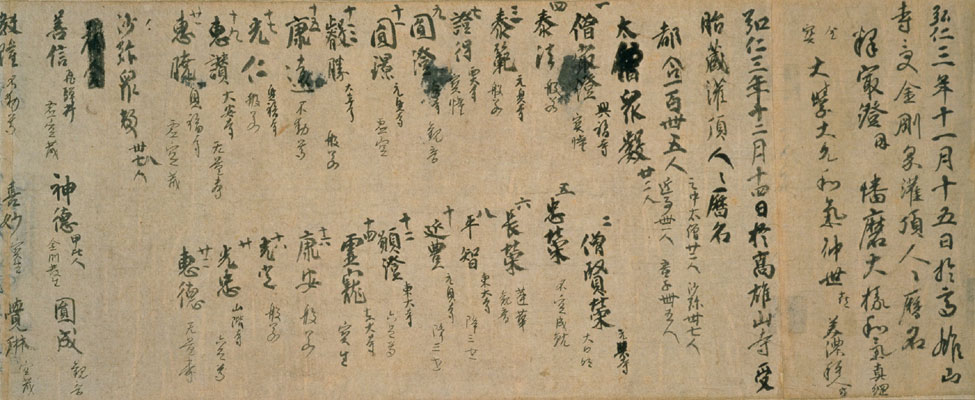
灌頂歴名
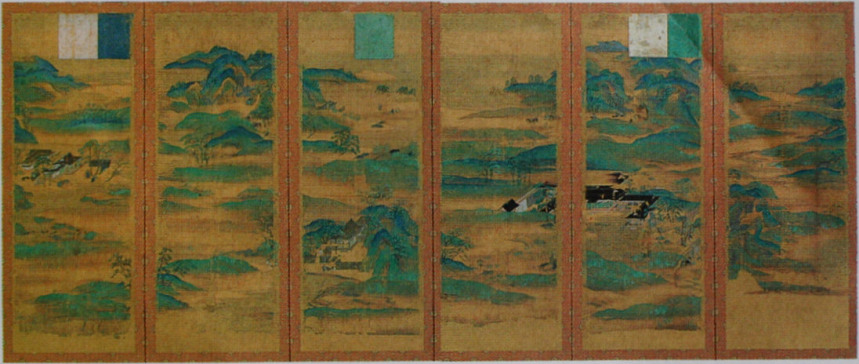
山水屏風
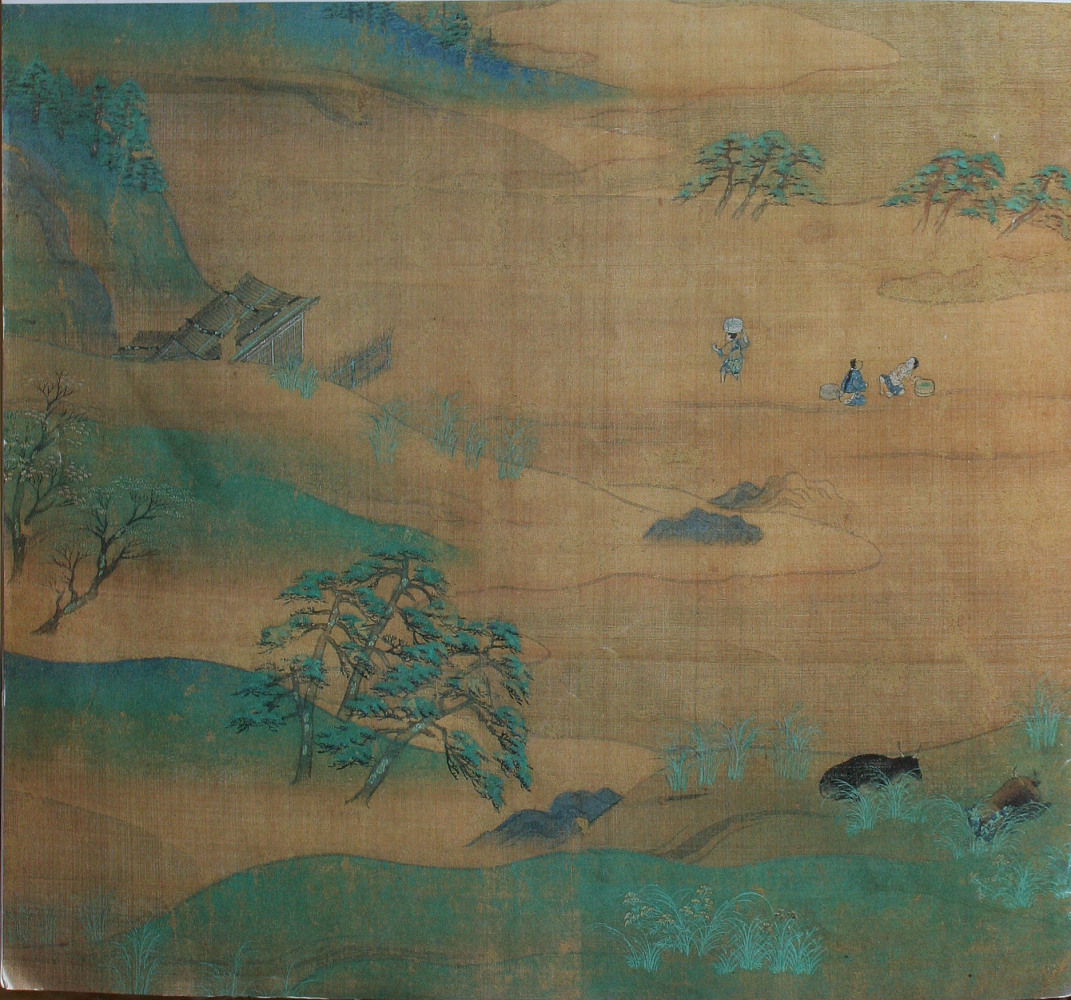
山水屏風（部分）
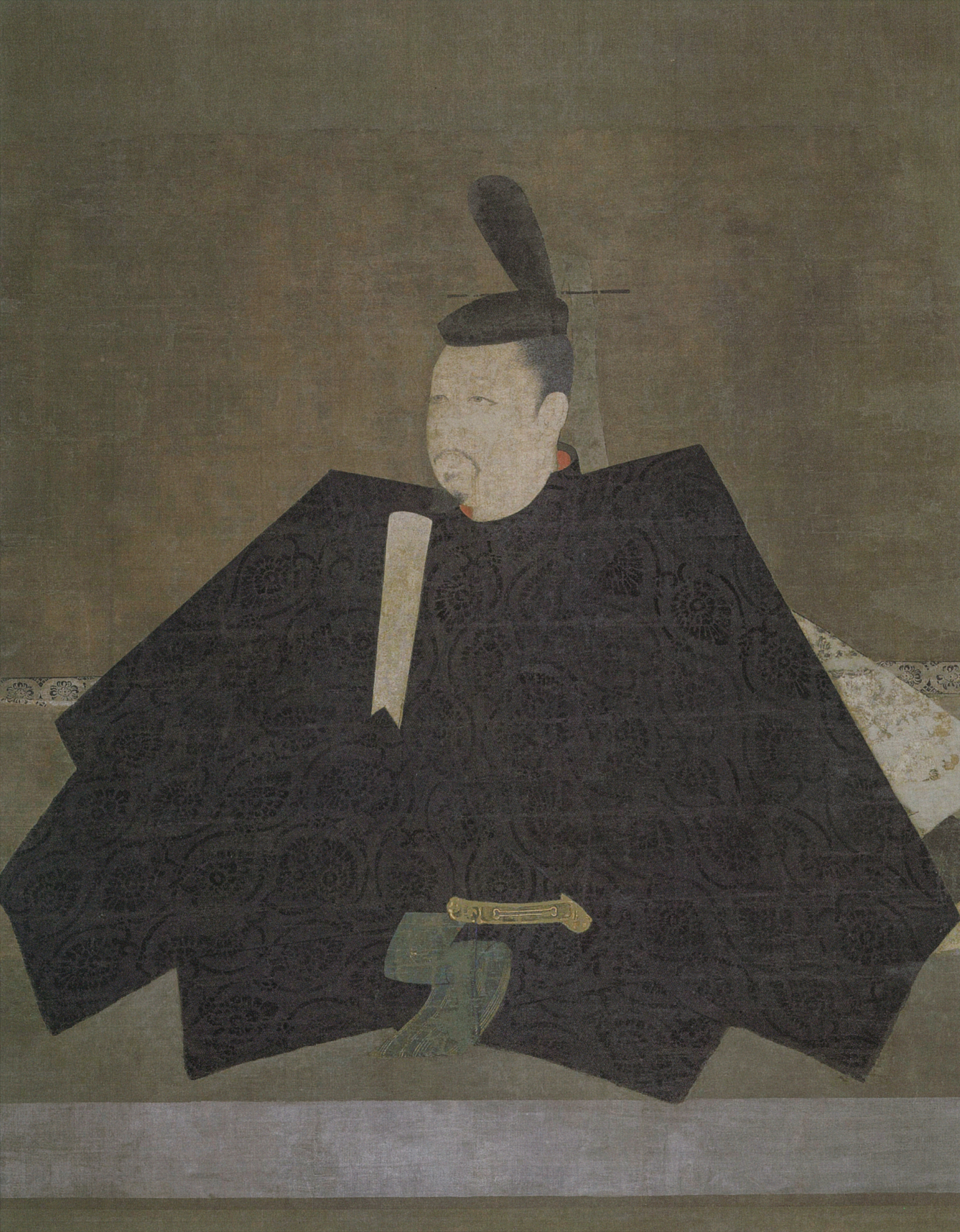
伝平重盛像（新説では足利尊氏像）
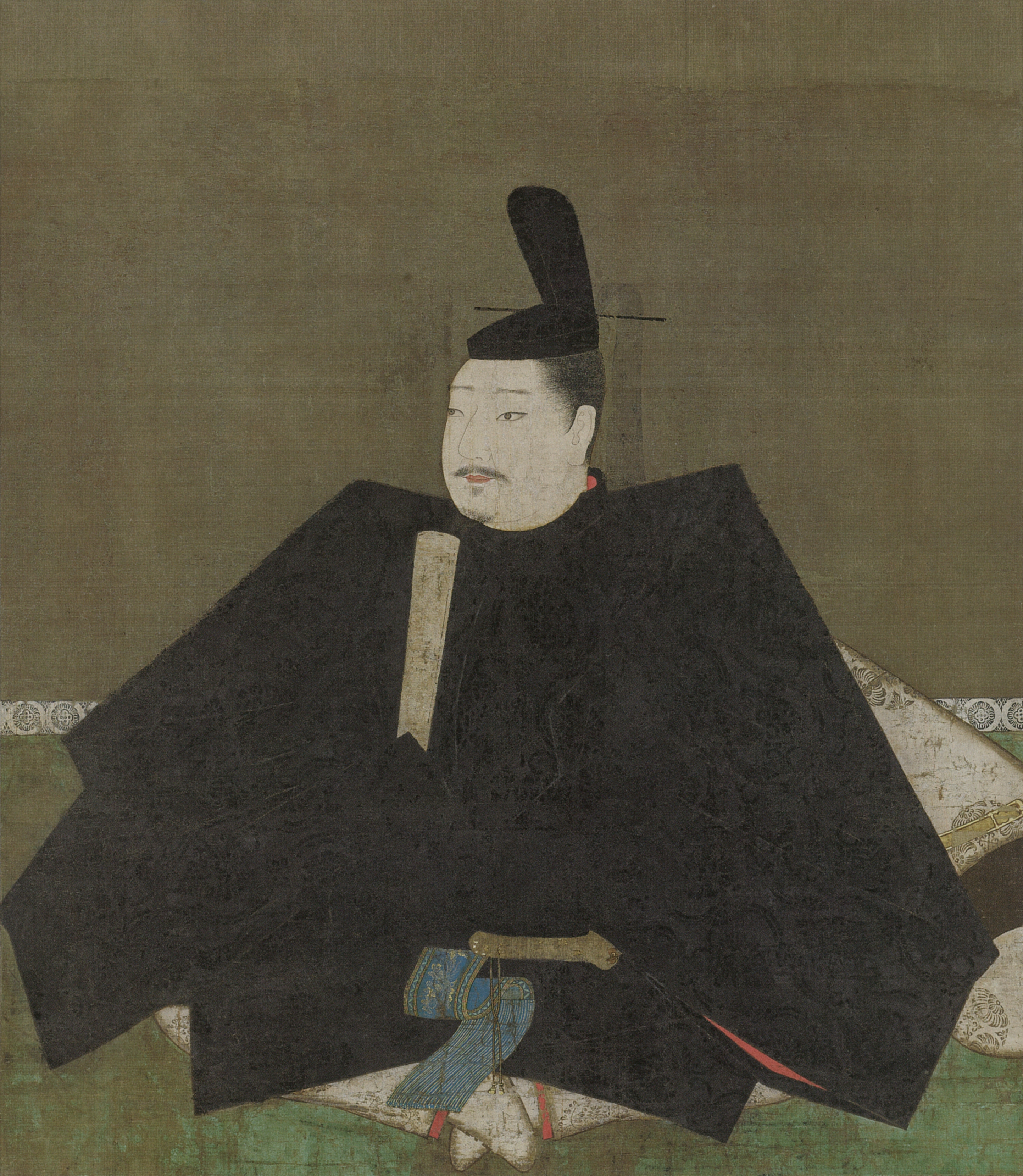
伝藤原光能像（新説では足利義詮像）

### 重要文化財
- 大師堂
- 絹本著色十二天像 六曲屏風
- 絹本著色真言八祖像 8幅
- 絹本著色真済僧正像
- 絹本著色足利義持像（寺伝足利義満像）
- 絹本著色文覚上人像
- 木造日光菩薩・月光菩薩立像（金堂安置）
- 乾漆薬師如来坐像
- 木造毘沙門天立像（毘沙門堂安置）
- 板彫弘法大師像（大師堂安置）
- 木造愛染明王坐像 康円作（東京国立博物館寄託）
- 紺紙金字一切経（神護寺経（英語版））2,317巻・経帙（きょうちつ）202枚（附:黒漆塗経箱45合）
- 文覚上人書状案（6月11日）
- 後宇多天皇宸翰寄進状（嘉元4年12月10日）
- 神護寺略記
- 二荒山碑文
- 寺領絵図 4幅（主殿寮御領小野山与神護寺堺相論指南図、紀伊国桛田庄図、紀伊国神野真国庄図、足守庄図）
- 神護寺絵図
- 高山寺絵図
- 神護寺文書 23巻、1幅

### 京都府指定有形文化財
- 毘沙門堂
- 五大堂
- 鐘楼
- 楼門
- 絹本著色僧形八幡神像（互御影） - 国の重要文化財への指定が答申されている（官報告示を経て正式指定となる）[14]。
- 絹本著色弘法大師像

典拠：2000年（平成12年）までに指定の国宝・重要文化財の名称は、『国宝・重要文化財大全 別巻』（所有者別総合目録・名称総索引・統計資料）（毎日新聞社、2000）による。
国宝・重要文化財の大部分は普段は京都国立博物館・東京国立博物館に寄託されており、毎年5月（1日 - 5日頃）の「寺宝虫払い」行事の際に書院で公開される。

## 習俗
かわらけ投げは、この寺が発祥とされる。
境内西の地蔵院前の広場から清滝川の谷（錦雲渓）に向けて「かわらけ」と呼ばれる素焼きの円盤（釉薬を使わない土器製の盃）を投げて厄除けとする。

## 三尾
神護寺の高雄、西明寺の槙尾、高山寺の栂尾を合わせて三尾と呼び、紅葉の名所となっている。

## 前後の札所
西国薬師四十九霊場
43 神蔵寺　-　44 神護寺　-　45 三千院
仏塔古寺十八尊
6 慈尊院　-　7 神護寺　-　8 當麻寺西南院
神仏霊場巡拝の道
89 大覚寺　-　90 神護寺　-　91 車折神社

## 所在地
- 京都府京都市右京区梅ヶ畑高雄町5

## アクセス
京都市営バス高雄バス停、JRバス高雄バス停下車、徒歩20分